# Xanthorhoe wiltshirei
Xanthorhoe wiltshirei är en fjärilsart som beskrevs av Brandt 1941. Xanthorhoe wiltshirei ingår i släktet Xanthorhoe och familjen mätare. Inga underarter finns listade i Catalogue of Life.